# Ján Orosch

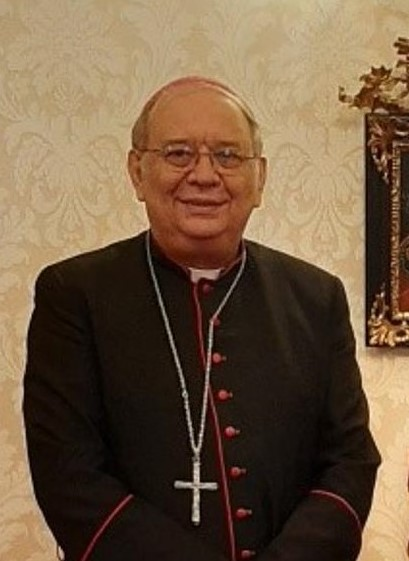
Ján Orosch

Wappen Erzbischof Ján Oroschs

Ján Orosch (* 28. Mai 1953 in Bratislava) ist Erzbischof des slowakischen Erzbistums Trnava.

## Leben
Ján Orosch empfing am 6. Juni 1976 im Erzbistum Bratislava durch den Apostolischen Administrator Bischof Julius Gábriš die Priesterweihe. Er war Kaplan in Komárno und Pfarradministrator in Bušince und Okoč sowie Pfarrer in Nové Zámky, Bratislava-Prievoz und Bratislava-Čunovo. Zwischen 1993 und 1999 war er Dekan in Štúrovo.
Papst Johannes Paul II. ernannte ihn am 2. April 2004 zum Titularbischof von Semina und gleichzeitig mit Stanislav Zvolenský zum Weihbischof des neu gegründeten Erzbistums Bratislava-Trnava. Die Bischofsweihe spendete ihm am 2. Mai 2004 der Erzbischof von Bratislava-Trnava, Ján Sokol. Mitkonsekratoren waren der Apostolische Nuntius in der Slowakei, Erzbischof Henryk Józef Nowacki, und der emeritierte Weihbischof von Bratislava-Trnava, Dominik Tóth. Zudem wurde er zum Generalvikar ernannt.
Am 1. Juli 2012 ernannte ihn Papst Benedikt XVI. zum Apostolischen Administrator des Erzbistums Trnava. Am 11. Juli 2013 ernannte ihn Papst Franziskus zum Erzbischof von Trnava. Die Amtseinführung folgte am 30. August desselben Jahres.